# 江津バイオマス発電所
江津バイオマス発電所（ごうつバイオマスはつでんしょ）は、島根県江津市松川町上河戸にある木質バイオマス発電所。

## 概要
島根県江津市松川町上河戸390番22号の江津拠点工業団地内に立地。エネ・ビジョン（豊田通商のグループ会社）の100％子会社「合同会社しまね森林発電」が管理･運営を行っている。
2015年7月に稼動を開始。出力1万2,700キロワットで年間発電量は一般家庭約2万3千世帯分に相当。木質バイオマス発電所としては国内最大級。発電した電力は中国電力に売電している。

## 沿革
- 2013年6月 - 「合同会社しまね森林発電」設立[2]。
- 2015年7月 - 江津バイオマス発電所の営業運転開始。